# Aglaomorpha latipinna
Aglaomorpha latipinna är en stensöteväxtart som först beskrevs av Carl Frederik Albert Christensen, och fick sitt nu gällande namn av M.C.Roos. Aglaomorpha latipinna ingår i släktet Aglaomorpha och familjen Polypodiaceae. Inga underarter finns listade.